# Vlag van Delaware
De vlag van Delaware toont een oranjegele ruit met daarin het wapen van Delaware, dat ook centraal staat op het zegel van Delaware. Onder de ruit staat de datum 7 december 1787. De vlag werd aangenomen op 24 juli 1913.
De datum verwijst naar de dag waarop Delaware de Amerikaanse grondwet tekende en daarmee in feite de eerste staat van de Verenigde Staten werd. De kleuren van de vlag zijn die van het uniform van George Washington.
Het wapen is veel ouder dan de vlag; dit werd aangenomen op 17 januari 1777. Centraal staat een schild met daarop afbeeldingen van tarwe, maïs en een op gras staande os. Deze elementen symboliseren de landbouw in Delaware. Boven het schild staat een zeilschip. Het schild wordt ondersteund door een boer (links) en een soldaat. Onder het schild staat het statelijke motto: Liberty and Independence ("Vrijheid en Onafhankelijkheid").